# Mouvement de résistance nordique

Drapeau du Mouvement de résistance nordique.

Le Mouvement de résistance nordique (suédois : Nordiska motståndsrörelsen, norvégien : Nordiske motstandsbevegelsen, finnois : Pohjoismainen Vastarintaliike, danois : Den nordiske modstandsbevægelse, islandais : Norræna mótstöðuhreyfingin) est une organisation néonazie pan-nordique fondée en 1997 en Suède.

## Formation et structure
En décembre 1997, Klas Lund (en) et d'autres anciens membres de la Résistance blanche aryenne (en) (suédois: Vitt Ariskt Motstånd, également connu sous le nom de VAM) - un réseau militant néo-nazi actif de 1991 à 1993 - ont été libérés de prison après avoir été condamnés pour des vols et un homicide involontaire, ont formé le Mouvement de résistance suédois (Svenska Motståndsrörelsen ou SMR) avec des collaborateurs du magazine néo-nazi Folktribunen et des membres de Nationell Ungdom, une organisation ouvertement raciste.
En 2016, le Mouvement de résistance nordique a été formé, avec des filiales distinctes en Suède, en Finlande et en Norvège; une filiale danoise a brièvement été formée avant de se dissoudre. Le Mouvement de résistance nordique réclame un arrêt immédiat de ce qu'il considère être une immigration massive dans les pays scandinaves, ainsi que l'expulsion des personnes d'ascendance non-scandinave. Il préconise également l'autosuffisance des pays nordiques et le retrait de l'Union européenne.
L’idéologie pan-scandinave du MRN a aussi ses limites : certaines branches du mouvement suédois ne considèrent pas les militants finlandais comme des « aryens » égaux, mais comme des « hybrides ethniques » sans appartenance à la culture scandinave. Si Adolf Hitler reste une référence pour l'organisation, il est néanmoins considéré comme un perdant et suscite moins de ferveur que Corneliu Zelea Codreanu, le chef du parti fasciste roumain de la Garde de fer.
Sur le plan international, le MRN entretient des liens notamment avec les partis d’extrême droite Aube dorée (Grèce) et CasaPound (Italie), ainsi qu'avec le groupe terroriste National Action (désormais interdit au Royaume-Uni) et avec l'organisation paramilitaire ukrainienne Azov.
D’innombrables actes de violence racistes et homophobes, des attaques et même quelques meurtres d’opposants politiques présumés peuvent être attribués à ce mouvement.
Le 28 février 2018, The Verge signalait que Discord avait fermé un certain nombre de serveurs néo-nazis et de droite radicale, y compris celui du Mouvement de résistance nordique, depuis leur plate-forme de discussion privée, pour non-respect des conditions d'utilisation.
La branche finlandaise de l'organisation a été officiellement dissoute en 2019 par la Cour suprême sans toutefois que cela n'affecte particulièrement ses activités, seuls ses emblèmes étant réellement interdits. Elle compte un noyau dur fort de 200 à 400 militants et d'un réseau plus étendu de sympathisants. Depuis 2014, elle co-organise la marche aux flambeaux 612, une marche nationaliste annuelle à Helsinki, le jour de l’indépendance finlandaise, dont le parcours se termine devant un monument en l’honneur du bataillon de volontaires finlandais de la Waffen-SS, rassemble jusqu’à 3 000 participants,.
En 2024, le MRN est désigné comme organisation terroriste par les États-Unis, ce qui l'affaiblit en gelant ses avoirs américains et le bloquant du système financier américain. Le groupe est également fragilisé par un changement de direction et le vieillissement de ses effectifs.

## Suède

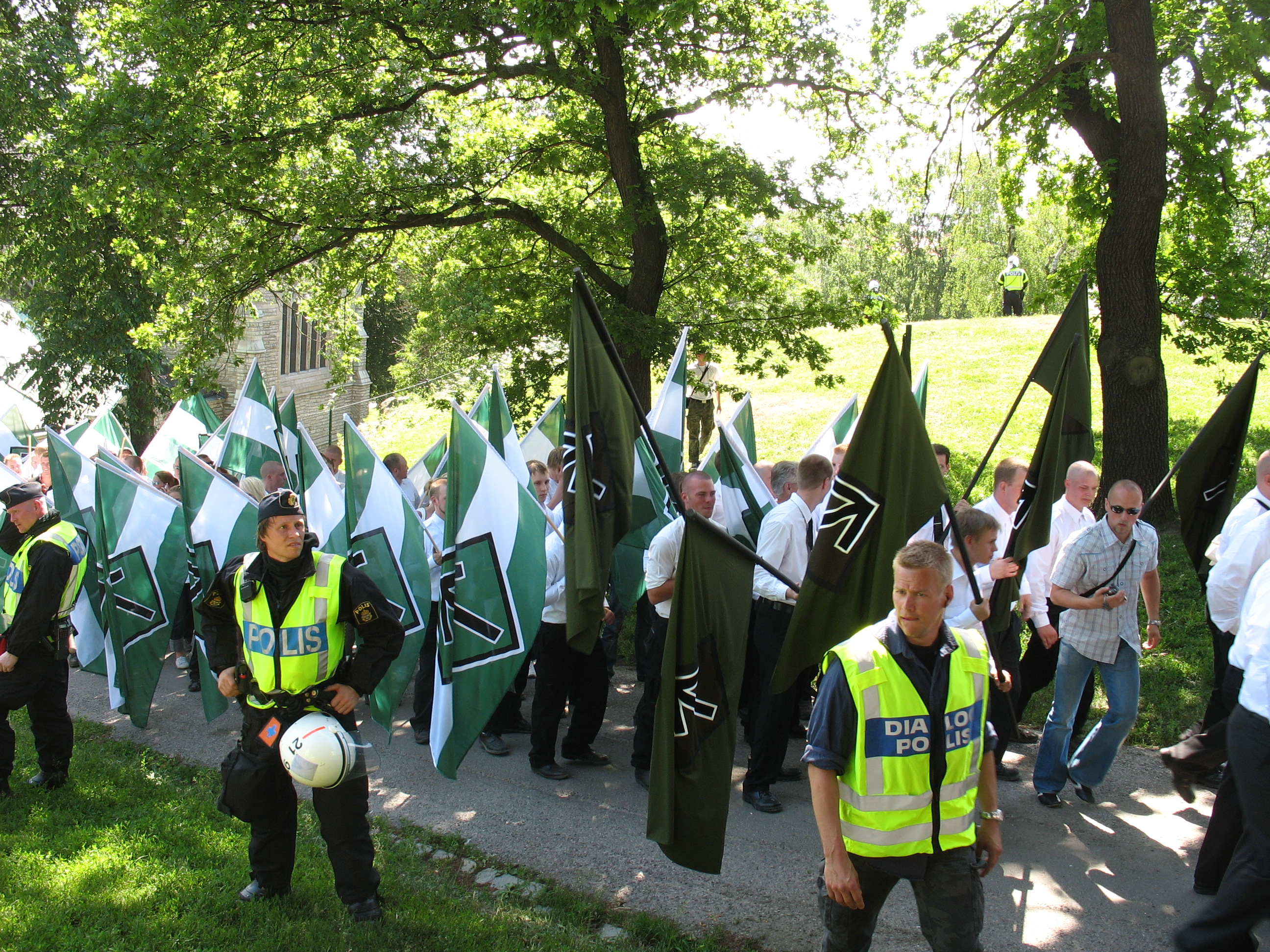
Manifestation du Mouvement de résistance nordique.

Le Mouvement de résistance suédois a été fondé par Klas Lund (en). Son dirigeant actuel est Simon Lindberg et son aile politique est dirigée par Pär Öberg. Il est connu pour son opposition à l'immigration non-blanche en Suède. Le Svenska motståndsrörelsen est considéré comme un acteur central du mouvement suprémaciste blanc en Suède. L’objectif du Mouvement de résistance nordique est d’établir un système autoritaire nordique par les élections ou par une révolution. Le 30 septembre 2017, MRN a organisé une marche avec environ 500 participant à Göteborg, la deuxième ville de Suède, programmée pour coïncider avec la Foire du livre de Göteborg. Des affrontements ont éclaté entre MRN et les contre-manifestants. Vingt-deux membres du MRN, dont le dirigeant de l'organisation, Simon Lindberg, ont été arrêtés pour suspicion de troubles publics violents et un contre-manifestant a été arrêté pour avoir attaqué un policier. Les Juifs suédois ont été scandalisés par la manifestation qui a eu lieu lors de la fête juive de Yom Kippour et devait à l'origine passer près d'une synagogue. La marche a été réacheminée et raccourcie à la suite d'une décision de justice. Le 19 avril 2018, un feu d'artifice a été lancé contre l'ambassade américaine à Stockholm lors d'une manifestation contre le bombardement de la Syrie. Un membre du MNR a été arrêté. Le 6 juillet 2018, des membres du MRN ont attaqué deux militants pro-israéliens à Gotland,.
Le MRN s'est enregistré en 2015 en tant que parti politique et participe occasionnellement aux élections, ne réalisant toutefois que de très faibles scores. En 2014, deux membres du mouvement ont été élus sur la liste des Démocrates suédois, un parti d’extrême droite, dans les conseils municipaux de Ludvika et Borlänge. Le MRN s'est présenté aux élections législatives de 2018 mais n'a recueilli que 0,03% des suffrages exprimés (soit 2 106 votes), largement insuffisant pour obtenir le moindre siège au Riksdag.
D'après Morgan Finnsiö, chercheur spécialiste de l’extrême droite, « de 2015 à 2019, le MRN a joué un rôle de premier plan dans l’extrême droite suédoise, Leur accent mis sur la violence, leur idéologie ouvertement nazie, leur organisation quasi bureaucratique et leur propagande prolifique font référence sur la scène de l’extrême droite. » 
Des tensions apparaissent, particulièrement en 2019 (conduisant au départ d'un certain nombre de militants), concernant la stratégie à suivre.
En juillet 2025, la police vient arrêter un membre du NRM à Östersund pour menaces de violences lorsqu'il commence à tirer sur la police. Les policiers lui lancent une grenade incapacitante et le maîtrisent. La police avait précédemment confisqué une cache d'armes à feu à l'homme en raison de son association avec le MRN.

## Finlande
Le Mouvement de résistance finlandais (en finlandais : Pohjoismainen vastarintaliike) est la branche finlandaise du Mouvement de résistance nordique. Elle est fondée par Esa Henrik Holappa (fi), qui abandonne plus tard le néonazisme et quitte le groupe,,. Parmi les activités du groupe figurent la pose d'affiches de propagande et l'organisation de manifestations. Les membres participent également à des combats à mains nues et à des entraînements de tir organisés par le Mouvement de résistance finlandais. Le groupe prône le pan-finno-ougrisme, et l'unification avec la partie ethniquement finnique de l'Estonie.